# Lampa ciemniowa
Lampa ciemniowa – urządzenie emitujące światło nieszkodliwe dla materiałów światłoczułych, umożliwiające człowiekowi pracę (poruszanie się, operowanie przedmiotami) w laboratorium fotochemicznym lub ciemni fotograficznej przez emisję światła widzialnego o określonym widmie.

## Zastosowanie
Lampy ciemniowe mają zastosowanie przede wszystkim przy obróbce papierów fotograficznych, które są czułe na określone widma światła: (niebieskie i zielone) co umożliwia ich obróbkę przy świetle ciemnoczerwonym.
Obróbka chemiczna filmów fotograficznych, których wrażliwość na światło jest w większości rodzajów wyższa, niż papierów fotograficznych, zalecana jest bez użycia jakiegokolwiek światła.
W zależności od czułości spektralnej danego materiału fotograficznego stosuje się lampy ciemniowe emitujące najczęściej światło o barwie oliwkowej, pomarańczowej lub czerwonej.

## Typy lamp ciemniowych
- Lampa ciemniowa, w której źródło światła (żarówka) jest pokryta przeźroczystą (transparentną) farbą stanowiącą zarazem filtr.
- Lampa ciemniowa w postaci zamkniętego pudełka, stanowiącego obudowę, w której umieszczone jest źródło światła, emitujące światło białe. Światło wydostaje się z lampy przez wymienne filtry w postaci płaskich szyb o odpowiednim do czułości spektralnej danego materiału fotograficznego kolorze np. oliwkowym.